# Megapodius reinwardt
Megapodius reinwardt е вид птица от семейство Megapodiidae.

## Разпространение
Видът е разпространен в Австралия, Индонезия, Източен Тимор и Папуа Нова Гвинея.